# Philadelphus myrtoides
Philadelphus myrtoides là một loài thực vật có hoa trong họ Tú cầu. Loài này được Bertol. miêu tả khoa học đầu tiên năm 1840.